# Línea 7 del Metro de la Ciudad de México

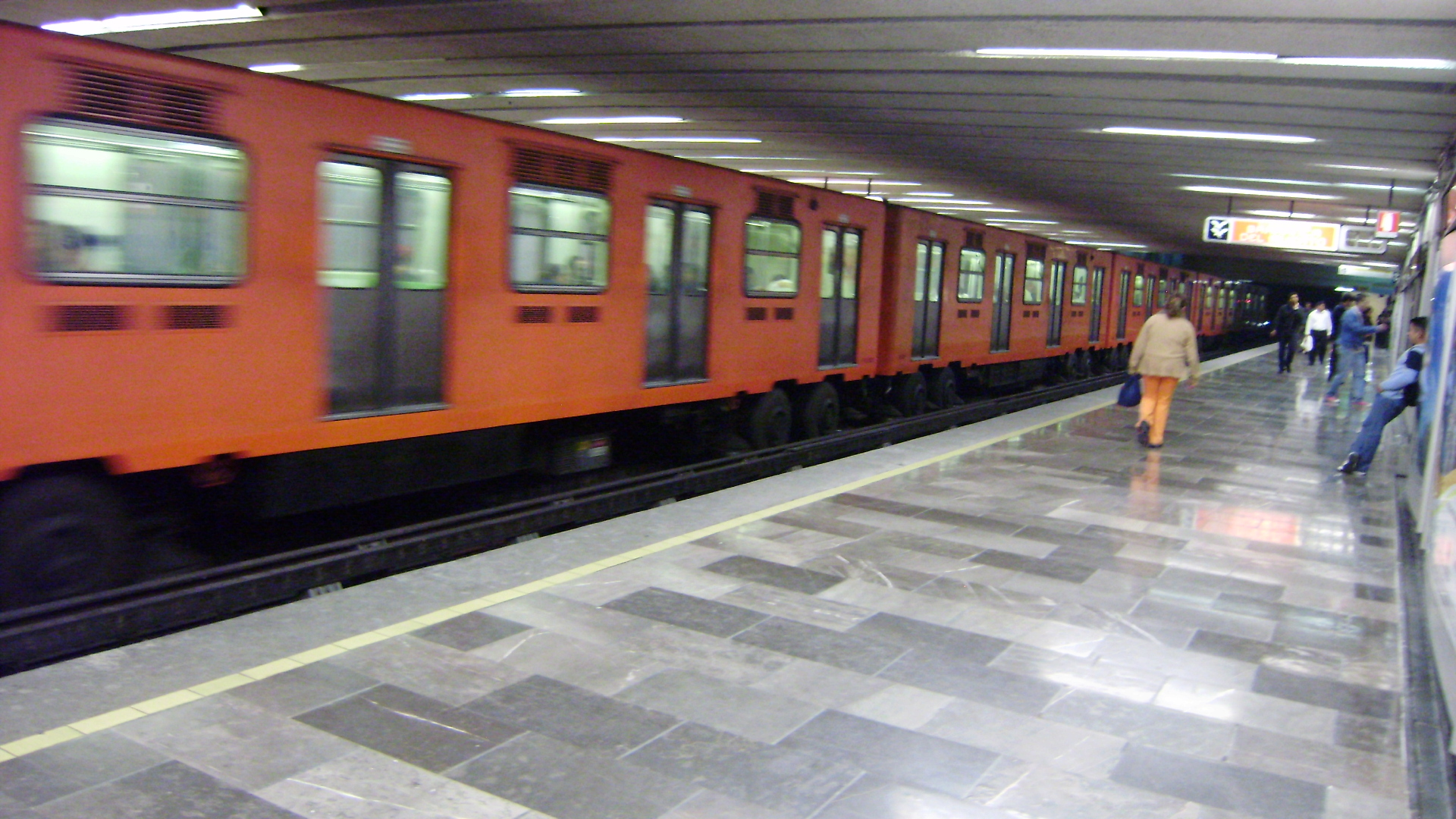
Estación Tacuba.

La Línea 7 del Metro de la Ciudad de México es una de las doce líneas del Metro de la capital de México. Fue inaugurada el 20 de diciembre de 1984 y es la séptima línea en incorporarse al sistema. Está integrada por 14 estaciones y tiene 18.7 kilómetros de longitud que abarcan las alcaldías Azcapotzalco, Miguel Hidalgo, Benito Juárez y Álvaro Obregón. Tiene correspondencia con cinco líneas del Metro y su color distintivo es el naranja.  En 2021 la línea fue usada por 51.9 millones de pasajeros.

## Historia

### Construcción
Para la construcción de la línea 7 se recurrió al método austriaco, consistente en el uso de una máquina rozadora para la excavación, la cual aplica concreto a los muros del túnel perforado como revestimiento primario, para posteriormente colocar concreto hidráulico como muro definitivo. Igualmente se recurrió al método de escudo de frente abierto, donde la excavación se realiza con el empuje de gatos hidráulicos colocados en la circunferencia del escudo, para revestir el terreno con dovelas de concreto. Su construcción fue encargada a Grupo ICA. La línea 7 fue inaugurada el 20 de diciembre de 1984, estaba integrada por 4 estaciones en 5.4 kilómetros en el tramo Tacuba-Auditorio.

### Ampliación
El 22 de agosto de 1985 fue inaugurada su primera ampliación hacia el sur, con la incorporación de las estaciones Constituyentes y Tacubaya. Cuatro meses después, el 19 de diciembre, fueron inauguradas otras cuatro estaciones al sur, estableciendo a la estación Barranca del Muerto como su terminal sur. El 29 de noviembre de 1988 la línea fue expandida hacia el norte con cuatro estaciones, fijando a la estación El Rosario como la terminal norte de la línea. Con esta última ampliación, la línea completó 18.7 kilómetros de longitud, de los cuales 17 kilómetros son de servicio y 1.7 kilómetros de vías de maniobras. Debido a que la línea fue construida en una zona montañosa, tiene la mayor profundidad de toda la red, llegando a alcanzar los 40 metros de profundidad en la estación Camarones.

## Estaciones
| Estación               | Iconografía                         | Inauguración            | Alcaldía       | Tipo de estación            | Construcción   | Conexiones |
| ---------------------- | ----------------------------------- | ----------------------- | -------------- | --------------------------- | -------------- | --- |
| El Rosario             | Rosario                             | 29 de noviembre de 1988 | Azcapotzalco   | Terminal de correspondencia | Superficial    | Correspondencia - Línea 6 Otros servicios - CETRAM El Rosario - El Rosario - El Rosario - El Rosario - Rutas: 19, 19-A, 59, 59-A, 107 |
| Aquiles Serdán         | Busto de Aquiles Serdán             | 29 de noviembre de 1988 | Azcapotzalco   | Paso                        | Túnel Profundo | Otros servicios - Metro Aquiles Serdán - Metro Aquiles Serdán - Rutas: 59, 59-A, 107 |
| Camarones              | Camarón                             | 29 de noviembre de 1988 | Azcapotzalco   | Paso                        | Túnel Profundo | Otros servicios - Camarones - Camarones - Rutas: 12, 59, 59-A, 107 - Rutas: 10-B, 10-E |
| Refinería              | Torres de destilación de petróleo   | 29 de noviembre de 1988 | Azcapotzalco   | Paso                        | Túnel Profundo | Otros servicios - CETRAM Refinería - Alquiler de Ecobici - Rutas: 59, 107, 107-B - Ruta 16-D |
| Tacuba                 | Tres flores                         | 20 de diciembre de 1984 | Miguel Hidalgo | Correspondencia             | Túnel Profundo | Correspondencia - Línea 2 Otros servicios - CETRAM Tacuba - Alquiler de Ecobici - Rutas: 18, 59, 107 - Rutas: 11-A, 16-B, 16-D, 19-H |
| San Joaquín            | Puente del Viaducto Río San Joaquín | 20 de diciembre de 1984 | Miguel Hidalgo | Paso                        | Túnel Profundo | Otros servicios - Alquiler de Ecobici |
| Polanco                | Reloj del Parque Lincoln            | 20 de diciembre de 1984 | Miguel Hidalgo | Paso                        | Túnel Profundo | Otros servicios - Alquiler de Ecobici - Ruta 13-D |
| Auditorio              | Fachada del Auditorio Nacional      | 20 de diciembre de 1984 | Miguel Hidalgo | Paso                        | Túnel Profundo | Otros servicios - Auditorio - Alquiler de Ecobici - Rutas: 76, 76-A, 300-A - Rutas: 8-B, 8-C, 8-D, 18-D |
| Constituyentes         | Libro y pluma                       | 20 de diciembre de 1984 | Miguel Hidalgo | Paso                        | Túnel Profundo | Otros servicios - Los Pinos-Constituyentes - Alquiler de Ecobici - Ruta 34-A - Ruta 8-C |
| Tacubaya               | Cántaro                             | 20 de diciembre de 1984 | Miguel Hidalgo | Correspondencia             | Túnel Profundo | Correspondencia - Línea 1 - Línea 9 Otros servicios - CETRAM Tacubaya - Tacubaya - Rutas: 110, 110-B, 110-C, 112, 113-B, 115, 118, 119, 200 - Rutas: 1-B, 9-C, 9-E, 21-A - Ruta 4, 6, 15, 24, 28, 42, 44, 46, 54, 57, 60, 89, 98 y 99 de la Ciudad de México |
| San Pedro de los Pinos | Dos pinos                           | 19 de diciembre de 1985 | Benito Juárez  | Paso                        | Túnel Profundo | Otros servicios - Alquiler de Ecobici - Rutas: 13-A, 112, 115-A, 119, 200 - Ruta 21-A |
| San Antonio            | Busto de San Antonio de Padua       | 19 de diciembre de 1985 | Benito Juárez  | Paso                        | Túnel Profundo | Otros servicios - Alquiler de Ecobici - Rutas: 13-A, 112, 115-A, 119, 200 - Ruta 21-A |
| Mixcoac                | Serpiente                           | 19 de diciembre de 1985 | Benito Juárez  | Correspondencia             | Túnel Profundo | Correspondencia - Línea 12 Otros servicios - CETRAM Mixcoac - Alquiler de Ecobici - Mixcoac - Mixcoac - Rutas: 1-D, 13-A, 115-A, 116, 119-B, 124, 124-A, 200 - Ruta 21-A                                                                                     |
| Barranca del Muerto    | Dos buitres                         | 19 de diciembre de 1985 | Álvaro Obregón | Terminal                    | Túnel Profundo | Otros servicios - CETRAM Barranca del Muerto - Alquiler de Ecobici - Rutas: 13-A, 115-A, 116, 121-A, 124, 124-A - Rutas: 1-C, 6-A, 21-A, 21-D |

## Información técnica

### Afluencia por estación
La siguiente tabla muestra cada una de las estaciones de la Línea 7, el total y el promedio de pasajeros diarios durante 2022.
| Estación               | Tipo de estación              | Ranking Local | Ranking General | Total de Pasajeros | A diario |
| ---------------------- | ----------------------------- | ------------- | --------------- | ------------------ | -------- |
| Barranca del Muerto    | Terminal                      | 1°/14         | 27°/175         | 8,739,839          | 23,944   |
| Auditorio              | De paso                       | 2°/14         | 32°/175         | 8,199,311          | 22,463   |
| El Rosario             | Terminal / De correspondencia | 3°/14         | 34°/175         | 7,931,510          | 21,730   |
| Mixcoac                | De correspondencia            | 4°/14         | 36°/175         | 7,847,048          | 21,498   |
| Polanco                | De paso                       | 5°/14         | 40°/175         | 7,454,437          | 20,423   |
| San Joaquín            | De paso                       | 6°/14         | 67°/175         | 5,792,371          | 15,869   |
| Refinería              | De paso                       | 7°/14         | 107°/175        | 4,049,394          | 11,094   |
| Camarones              | De paso                       | 8°/14         | 108°/175        | 3,955,844          | 10,837   |
| Aquiles Serdán         | De paso                       | 9°/14         | 129°/175        | 3,078,753          | 8,434    |
| San Antonio            | De paso                       | 10°/14        | 130°/175        | 3,039,785          | 8,328    |
| San Pedro de los Pinos | De paso                       | 11°/14        | 131°/175        | 3,037,282          | 8,321    |
| Tacuba                 | De correspondencia            | 12°/14        | 142°/175        | 2,476,878          | 6,785    |
| Constituyentes         | De paso                       | 13°/14        | 157°/175        | 1,797,469          | 4,924    |
| Tacubaya               | De correspondencia            | 14°/14        | 163°/175        | 1,617,125          | 4,430    |

### Material rodante
- En 1984 asignaron los trenes MP-68, NM-73A y NM-79 provenientes de las Líneas 1, 2, 3 y 6 cuando estaba en construcción de las etapas.
- Para finales de los 80s y a principios de los 90s contaron con trenes MP-68 NM-73A, NM-73B NM-79 MP-82 hasta 1994 todos los MP-82  fue inaugurado la Línea 8.
- Los trenes se funcionaron NM-73A, NM-73B, NM-79 y NM-83A, para 1999 cuando el STC asignó 28 trenes del segundo contrato modelo MP-68R96B Rehabilitados por Bombardier Transportation México. No obstante, fueron retirados por medio lapso donde se inauguró la Línea B.
- En la década de los 2000s los trenes sufrieron un enorme cambio con la llegada de los NM-02 de la Línea 2, además que se rehabiltaron los NM-73A y NM-73B, si como los 10 trenes MP-68R93 provenientes de la Línea 9.
- Entre 2007 a 2011 se contaban con los trenes MP-68R93, NM-73B, NM-79 y NM-83A.
- A principios de la década de los 2010s llegaron los 4 trenes NM-02 provenientes de la Línea 2 así como los 4 NM-83A que estuvieron en Línea 5 fueron reemplazados los MP-68R93 y movidos para Línea 5, esto para que los trenes puedan circulan por el túnel profundo
- En 2022 tras el cierre de la línea 1, dos trenes NC-82 provenientes de líneas 6 y 9 han dado servicio en la línea, se desconoce si se quedarán en la línea 7.

### Enlaces de servicio con otras líneas
- Con la Línea 6 : Entre la estación terminal El Rosario y las cocheras de la línea, más la vía adicional para acceder a Talleres.
- Con la Línea 2: Entre las estaciones Tacuba y San Joaquín, dirección Barranca del Muerto.